# Rouergat
 (juillet 2023).
Si vous disposez d'ouvrages ou d'articles de référence ou si vous connaissez des sites web de qualité traitant du thème abordé ici, merci de compléter l'article en donnant les références utiles à sa vérifiabilité et en les liant à la section « Notes et références ».
Le rouergat est un sous-dialecte de l'occitan languedocien.

## Définition
Le rouergat est le parler roman traditionnel de l'Aveyron, ce département recouvrant presque exactement l’étendue de l’ancien Rouergue. Il constitue un sous-dialecte du languedocien, lui-même dialecte de l'occitan.
En 1954 le chanoine Joseph Salvat, auteur d'une grammaire occitane, décrivit le rouergat ainsi :
« Il est situé entre les parlers d'Aurillac, de l'Auvergne, du Gévaudan, de Montpellier, de l'Albigeois et du Quercy.
De tous ces parlers voisins il se différencie surtout par la phonétique, par la tendance à fermer le a atone, même le a tonique, en o, et à transformer le o tonique en uo : on dira nodal pour « nadal  », compono pour  « campano  », un cuop, lo fuon pour  « un cop », « la fon » (a). Il s'ensuit un assourdissement continuel qui rend le parler rouergat un peu lourd, avec des voyelles souvent indistinctes.

L'abbé Vayssier distingue les patois en e du nord (Espalion), où l'on dit eima, peiri, compono, les patois en o du centre (Millau et Rodez) où l'on dit oima, poiri, compono,
et les patois en a du sud (Saint-Affrique et Villefranche) où l'on dit  aima, pairi, campano (b). »

a. Noël, cloche, une fois, la fontaine

b. Aimer, parrain, cloche
En dépit de quelques variantes, comme dans le terroir du sous-dialecte carladézien, l'ensemble du département de l'Aveyron (de Mur-de-Barrez à Camarès et de Najac à Nant) possède un vocabulaire commun.[réf. nécessaire]

Blason du Rouergue.

L'ouvrage de référence du lexique rouergat est le Dictionnaire patois-français du département de l'Aveyron de l'abbé Aimé Vayssier (14 avril 1821, Canet d'Olt - 27 août 1874, Recoules-Prévinquières).